# ジーマ (アルコール飲料)
ジーマ (ZIMA) は、果実酒がベースのリキュール。アメリカ合衆国のクアーズが製造・販売している。Zimaとはスラヴ語で「冬」という意味である。
1993年にアメリカで発売開始された。当時はタブクリアなどクリアブームの最中であり、クリアなビールをコンセプトにしており、麦芽ベースの発泡酒をチャコールフィルターで透明になるまで濾過している。アメリカ国内での販売は2008年10月に終了したが、日本などアメリカ国外での販売は継続された。
コロナビールと同じく、くし切りのライムかレモンを瓶に入れて飲むことがよく行われている。

## 日本仕様
かつて発泡酒であったが、中華人民共和国で生産されるようになり、果実酒ベースのリキュールというかたちになった。以前は一部の原材料のみを表記していたが、2020年現在は全原材料が表記されるようになり、スピリッツをベースに糖類、濃縮りんご果汁、酸味料、香料を添加する形になっている。2009年11月に生産国が中国からベトナムとなり、2009年12月からは栓抜き不要のマキシキャップに変更、容量も340mlボトルに一本化された。2013年には275mlボトルが発売され、ロゴも変更された。2020年11月現在は、275mlボトルと330ml缶が販売されている。
2014年4月、「love simple」のブランドアンバサダーとして松田龍平 を起用した。2020年4月には、“ZIMATSURI”キャンペーンのアンバサダーとして小島よしお を起用した。
日本での販売は当初モルソン・クアーズ・ジャパンが実施していたが、2021年12月末で同社が業務を終了し、日本国内での販売は一旦終了となった。その後、2022年10月に白鶴酒造が日本国内での独占輸入販売契約を取得、2023年3月31日より販売が再開された。

## 日本仕様のシリーズ商品

### 中国製時代
- P-ZIMA（ピー・ジーマ） - 2007年7月9日発売。アントシアニンでピンクに着色された商品。
- ZIMNO（ジムノ） - 2008年7月28日発売。アルコール分0.15%のジーマテイスト飲料。
- ZIMA ORANGE（ジーマ オレンジ） - 2009年4月20日発売。黄色4号と赤色40号でオレンジ色に着色され、オレンジフレーバーを加えた商品。

### ベトナム移管後
- ZIMA Pink（ジーマ ピンク） - 2011年9月26日発売。アントシアニンでピンクに着色された商品。
- ZIMA Gold（ジーマ ゴールド） - 2012年10月1日発売。ゴールドに着色され、シャルドネとピノノワールフレーバーを加えた商品。
- ZIMA Pink Premium（ジーマ ピンク プレミアム） - 2013年10月1日発売。ピンクに着色され、サクランボフレーバーを加えた商品。
- ZIMA SECRET BLACK（ジーマ シークレット ブラック） - 2015年4月13日発売。ゴールドに着色され、アルコール度数を7%に高めたうえで、スパークリングワイン風フレーバーを加えた商品。
- ZIMA 魔女の林檎 - 2016年9月20日発売。赤く着色され、リンゴフレーバーを強化した商品。
- ZIMA SALTY LEMON（ジーマ ソルティレモン） - 2017年6月26日発売。レモンとソルトとミントフレーバーを加えた商品。
- ZIMA Honey Kiss（ジーマ ハニーキス） - 2017年11月27日発売。純粋はちみつを加えた商品。
- ZIMA PUNK LEMONADE（ジーマ パンクレモネード） - 2018年9月3日発売。赤色102号と青色1号でピンクに着色され、レモネードとラズベリーフレーバーを加えた商品。2019年2月18日に330ml缶も発売。通年販売品で、2020年11月現在も継続販売されている。
- ZIMA zero & dry（ジーマ ゼロアンドドライ） - 2019年9月2日発売。レモンフレーバーとステビアを加え、アルコール度数を7%に高めたうえで、甘さを抑えて糖類・人工甘味料・プリン体をゼロにした商品。330ml缶のみの販売。
- ZIMA ラムネ de わっしょい - 2020年5月4日発売。ラムネフレーバーを加えた商品。330ml缶も同時発売。通年販売品で、2020年11月現在も継続販売されている。
- ZIMA Sweet Apple White（ジーマ スイート アップル ホワイト） - 2020年9月18日発売。りんごフレーバーを強化し、ヨーグルトテイストを加えた商品。330ml缶のみの販売。